# محمود العلي
محمود محمد العلي (4 مارس 1984) هو لاعب كرة قدم لبناني سابق لعب كمهاجم. ومثل لبنان دولياً، سجل 12 هدفًا في 46 مباراة، قبل أن يُمنع مدى الحياة من ممارسة كرة القدم بسبب تورطه في التلاعب بنتائج المباريات اللبنانية 2013.

## مع نوادي كرة القدم
بدأ العلي مسيرته المهنية مع نادي الريان الصرفند في الدوري اللبناني الممتاز، خلال موسم 2004–05. وسجل المهاجم خمسة أهداف. في عام 2005 انتقل إلى نادي العهد وسجل أربعة أهداف وساعد فريقه على احتلال المركز الخامس خلال موسم 2005–06. وفي الموسم التالي (2006–07)، تحسن مستواه عن الموسم السابق، إذ سجل 12 هدفًا. إلا أن النادي أنهى الموسم في المركز الخامس مرة أخرى. في موسم 2007–08، ساعد فريقه على الفوز بلقب الدوري الأول، وسجل ثلاثة أهداف.
حقق مع النادي لقب الدوري الممتاز مرتين في موسم 2009–10 و2010–11، وحقق كأس الاتحاد اللبناني مرتين (2008–09 و2010–11)، وثلاثة ألقاب من كأس النخبة اللبناني ( 2008، 2010، 2011)، وكأس السوبر اللبناني ثلاث مرات (2008، 2010، 2011). كان المهاجم أيضًا جزءًا من فريق الموسم في الدوري اللبناني الممتاز لموسمين متتاليين في 2010–11 و2011–12.
في يناير 2013، انتقل العلي إلى فريق بيرسيبا باليكبابان الإندونيسي. وسجل ثلاثة أهداف في 16 مباراة بالدوري. في 26 فبراير 2013، اتُهم العلي بالمراهنة بشكل غير قانوني على العديد من المباريات الوطنية والقارية المتعلقة بالفرق اللبنانية والمنتخب الوطني. تم إيقافه مدى الحياة عن ممارسة كرة القدم وغرامة قدرها 15000 دولار. بعد تورطه في فضيحة التلاعب بنتائج مباريات كرة القدم اللبنانية 2013، في 26 أبريل 2013، وأنهى بيرسيبا باليكبابان عقده مع النادي.

## دولياً
ظهر العلي لأول مرة دوليًا مع لبنان في 16 يونيو 2007، في بطولة اتحاد غرب آسيا لكرة القدم 2007، ضد سوريا. جاء هدفه الدولي الأول في 23 سبتمبر 2007، في مباراة ودية ضد الإمارات العربية المتحدة؛ والتي انتهت بالتعادل الإيجابي 1-1. في 17 يوليو 2011، سجل العلي ثنائيته الدولية الأولى والوحيدة، ضد الإمارات في مباراة ودية.
في عام 2013، اتُهم بالتلاعب بنتائج مباراة في تصفيات كأس العالم 2014 ضد قطر، وفي 14 نوفمبر 2012، مما أدى إلى تعمد رمي المباراة لصالح الخصم. بعد التحقيقات، في 24 أبريل 2013، مُنع العلي من ممارسة الرياضة مدى الحياة. واعتزل برصيد 12 هدفاً في 46 مباراة مع المنتخب الوطني.

## الإحصائيات المهنية

### دولية
| #  | تاريخ          | مكان                              | الخصم                    | نتيجة | نتيجة | مسابقة                 |
| -- | -------------- | --------------------------------- | ------------------------ | ----- | ----- | ---------------------- |
| 1  | 23 سبتمبر 2007 | دبي ، الإمارات العربية المتحدة    | الإمارات العربية المتحدة | 1-1   | تعادل | ودي                    |
| 2  | 8 أكتوبر 2007  | صيدا ، لبنان                      | الهند                    | 4-1   | فوز   | تصفيات كأس العالم 2010 |
| 3  | 2 يناير 2008   | مدينة الكويت، الكويت              | الكويت                   | 2-3   | خسارة | ودية                   |
| 4  | 9 أبريل 2008   | بيروت، لبنان                      | المالديف                 | 4-0   | فوز   | تصفيات كأس آسيا 2011   |
| 5  | 7 يونيو 2008   | الرياض، السعودية                  | السعودية                 | 1-4   | خسارة | تصفيات كأس العالم 2010 |
| 6  | 21 يناير 2009  | فوكيت، تايلاند                    | تايلاند                  | 2-1   | خسارة | كأس الملك 2009         |
| 7  | 6 يناير 2010   | صيدا، لبنان                       | فيتنام                   | 1-1   | تعادل | تصفيات كأس آسيا 2011   |
| 8  | 17 يوليو 2011  | العين، الإمارات العربية المتحدة   | الإمارات العربية المتحدة | 2-6   | خسارة | ودية                   |
| 9  | 17 يوليو 2011  | العين، الإمارات العربية المتحدة   | الإمارات العربية المتحدة | 2-6   | خسارة | ودية                   |
| 10 | 23 يوليو 2011  | بيروت، لبنان                      | بنغلاديش                 | 4-0   | فوز   | تصفيات كأس العالم 2014 |
| 11 | 11 نوفمبر 2011 | مدينة الكويت، الكويت              | الكويت                   | 1–0   | فوز   | تصفيات كأس العالم 2014 |
| 12 | 29 فبراير 2012 | أبو ظبي، الإمارات العربية المتحدة | الإمارات العربية المتحدة | 2-4   | خسارة | تصفيات كأس العالم 2014 |

## الإنجازات
العهد
- الدوري اللبناني الممتاز: 2007–08، 2009–10، 2010–11
- كأس الاتحاد اللبناني: 2008–09، 2010–11
- كأس النخبة اللبنانية: 2008، 2010، 2011
- كأس السوبر اللبناني: 2008، 2010، 2011

فردي
- فريق الموسم في الدوري اللبناني الممتاز: 2006–07،[13] 2007–08،[14] 2010–11،[15] 2011–12.[16]

## روابط خارجية
- محمود العلي على موقع أف آي لبنان (FA Lebanon)
- محمود العلي على مؤسسة إحصاءات وثيقة لرياضة كرة القدم
- محمود العلي على فرق كرة القدم الوطنية.كوم